# Михайлівка (Краснопільська сільська громада)
Михайлі́вка — село в Україні, у Краснопільській сільській громаді Гайсинського району Вінницької області. Розташоване за 11 км на схід від міста Гайсин та за 6,5 км від автошляху М30. Населення становить 1 461 особа (станом на 1 січня 2015 р.).

## Історія

### Давні часи
На території села виявлено поселення черняхівської і трипільської культур, які науковці досліджували у 1962 році, а охоронні карти склали у 1981 році. Цікаві археологічні згадки датовані у 1896 і 1901 роках – про городище, яке в народі називають «Замочок».
Про заснування села існує легенда. Посеред лісової пущі була козацька слобода Паланка – одне з найбагатших навколишніх сіл. За відмову сплачувати чинш і непокору Паланку спалили, а людей вбили. Вціліли лише Михайло, його дружина і донька, – вони й оселились за 4 верстви  біля річки Вербич. Згодом біля них зупинились селяни і ремісники. Так виникло село, а назву дали в честь першого поселенця. Знищення Паланки і поява Михайлівки припадає на другу половину XVII століття.
1702 рік можна вважати роком заснування села – це перша документальна згадка, цього ж року в громаді збудували першу дерев'яну церкву. У 1772 р. з дозволу уніатського митрополита Володковича спорудили другу церкву на честь Покрови Пресвятої Богородиці.
Перша згадка про Михайлівку у фільварку Каліча, у володіннях князя Чарторийського, датується 1721 року. До 1795 р. Михайлівка належить до Брацлавського воєводства Речі Посполитої, а з 1796 р. – вже у складі Грановської волості Гайсинського повіту Подільської губернії Російської імперії.
Після придушення польського повстання 1830-1831 р. село стає державним і отримує статус військового поселення. 19 жовтня 1836 р. до військового поселення Михайлівки зарахували 515 ревізьких душ.
1845 р. відкрито першу школу, в якій навчались лише хлопчики, вибрані в хор. У 1862 р. її перейменовують в школу грамоти, в 1886 р. – в однокласну церковно-парафіяльну. 4 грудня 1905 р. місцеві селяни звернулися до вчителя Григорія Крошко з проханням, аби він написав листа про те, що казенний ліс, який оточує село, був переданий у їхню власність, винну лавку в селі закрили і щоб всі діти в селі навчались в школі. Вчитель склав цілий «Приговор», а громада в кількості 300 людей  його схвалила. Лист адресували графу Вітте – Голові Ради Міністрів за імператора Миколи II. Завдяки «Приговору» Михайлівка стала добре відома навіть за межами Подільської губернії. У 1907 в селі освятили новий дерев'яний храм, а в 1913 р. відкрили новий корпус трикласної земської школи.
7 (20) листопада 1917 року, відповідно до Третього Універсалу Української Центральної Ради, увійшло до складу Української Народної Республіки.

### Радянський період
У 1917-1920р. селяни активно брали участь у національно-визвольній боротьбі. У 1922 р. під час першого перепису населення в Михайлівці було 2647 мешканців. Люди у володінні мали 2 606,06 га землі. Перше сільське спільне товариство заснували 9 березня 1922 р. У 1930 році ТСОЗи перейменовують у колгоспи імені Йосипа Сталіна і  17 партз'їзду. Середня врожайність зернових культур на полях колгоспів була низькою – 11-15 ц/га. Тоді  розкуркулили 24 одноосібників. 145 михайлівчан померли голодною смертю у 1932-1933 рр. У 1938 р. репресовано 22 михайлівських чоловіків, як ворогів народу – за участь у «військово-повстанській організації». Їх усіх було реабілітовано 4 березня 1959 року.

### Німецько-радянська війна
28 липня 1941–12 березня 1944 р. – період німецької окупації села. Михайлівка належить до Гайсинського крайзгебіту Житомирської Генеральної округи Райхкомісаріату Україна. Загалом із села мобілізували на фронт 298 воїнів (з них повернулися додому лише 132). 16 селян брали участь в партизанській боротьбі проти ворога. За зв'язки з партизанами фашисти замучили юного розвідника Степана Чорнобая.
1942-1943 рр. в Михайлівці (Mikhailowka) окупанти організували табір примусової праці для євреїв Вінниччини, Бесарабії та з міста Чернівці. Їхню рабську працю використовували для будівництва стратегічної автотраси «Durchganstrasse-IV».
У таборі померли відомі люди: професор Готліб, професор Барух Шуллер, батьки Пауля Целана – Лео і Фредеріка Анчель, їхня племінниця – Зельма Меербаум-Айзінґер. Arnold Daghani, що перебував у таборі, потайки вів щоденник про Голокост у Михайлівці. Більшість в'язнів у серпні 1943 р. розстріляли за селом на Лисій Горі.

### Повоєнні роки
У 1950 р. два колгоспи об'єднують в одне господарство «Перемога». З 1962 по 1979 р. його очолював Гуцал Михайло Васильович. За керівництва Гуцала колгосп розбудували, повністю оновили матеріально-технічну базу господарства. У 1978 р. михайлівчани мали найкращі показники господарської діяльності. Очолювала садово-городню бригаду Ющенко Поліна Пилипівна, яку за високу продуктивність праці нагороджено орденом Леніна.

### Сучасність
З 1991 року Михайлівка в незалежній Україні. Власником колгоспних земель стали фермери і Продовольча компанія «Зоря Поділля». У селі функціонують школа, дитячий садок «Колосок», православна церква, фельдшерсько-акушерський пункт, сільська рада, будинок культури, Укрпошта і Нова пошта. Жителі мають центральне газопостачання, водогін, асфальтові дороги, зручне сполучення з районним та обласним центром. 2018 року відкрили нову двоповерхову школу.

## Населення

### Мова
Розподіл населення за рідною мовою за даними перепису 2001 року:
| Мова       | Відсоток |
| ---------- | -------- |
| українська | 98,36%   |
| російська  | 1,44%    |

## Пам'ятки
- На околицях села на території Гайсинського лісництва розташовані ботанічні пам'ятки природи місцевого значення — Гайсинська діброва, Продуктивна дубина та Еталонна діброва.
- Дерев'яна церква на честь Покрови Пресвятої Богородиці,  освячена у 1907 році – пам'ятка архітектури місцевого значення[5].
- Братська могила 89 радянських воїнів, загиблих при обороні і звільненні села
- Пам'ятник жертвам Голокосту 1942-1943 рр. на Лисій Горі, що на околиці села. Тут вічний спокій знайшли сотні розстріляних євреїв, серед них – поетеса Меербаум – Айзінгер Зельма[6] і батьки Пауля Целана.

## Відомі люди
На михайлівській землі народилися десять кандидатів наук, сім полковників, заступник міністра зв'язку України, два лауреати Державної премії СРСР, академік.
- Зінчук Микола Миколайович — радянський і російський геохімік.
- Кривий Володимир Миколайович (1938 ) — відомий художник і меценат, член спілки художників України.
- Неборячок Федір Матвійович (1919 -2003) — кандидат філологічних наук, працював у ЛНУ імені Івана Франка.
- Мельник Олександр Іванович (1985 — 2015) — солдат Збройних сил України, учасник війни на сході України, нагороджений орденом «За мужність» III ступеня, посмертно.

## Галерея

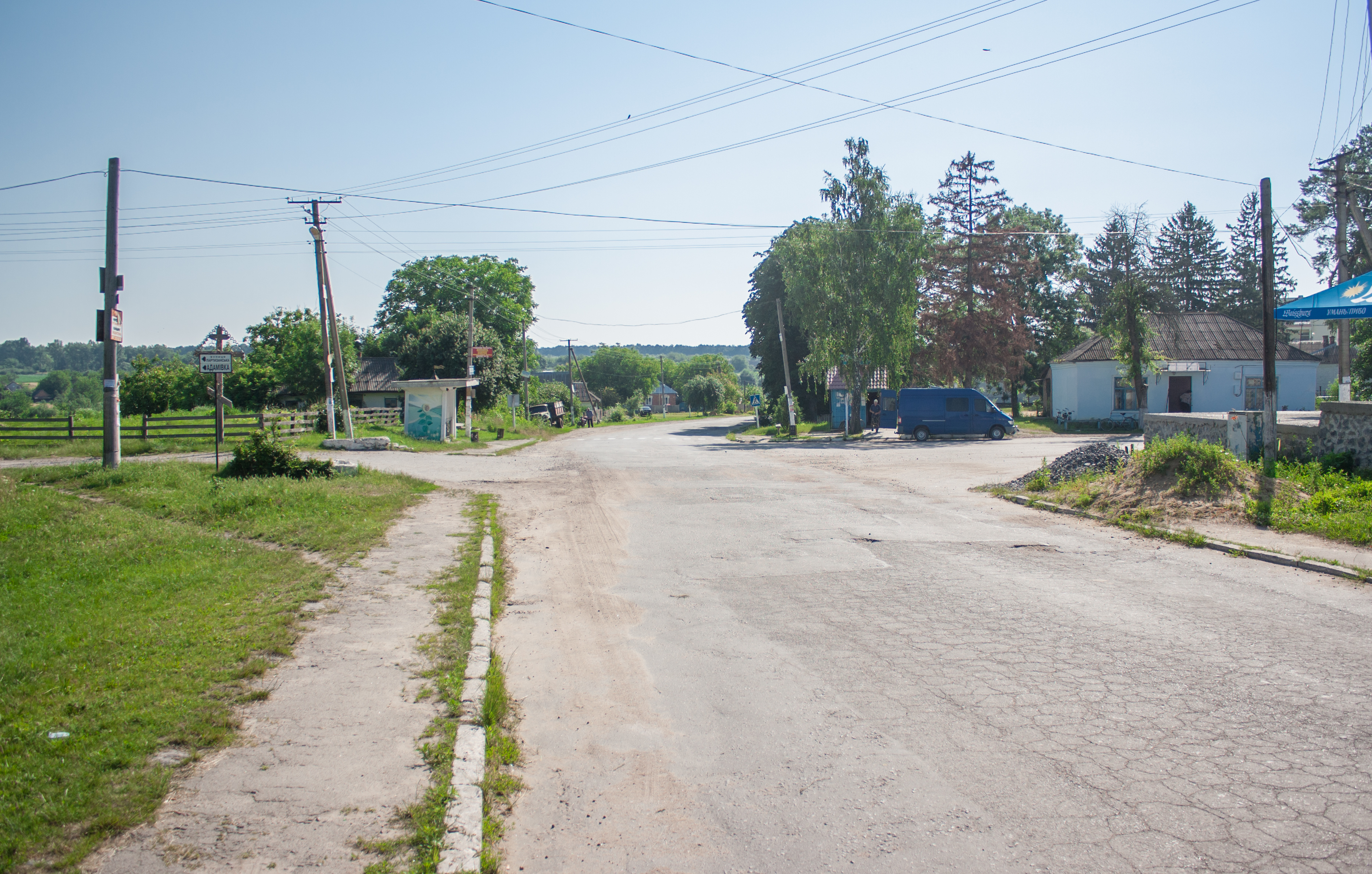
Центр села
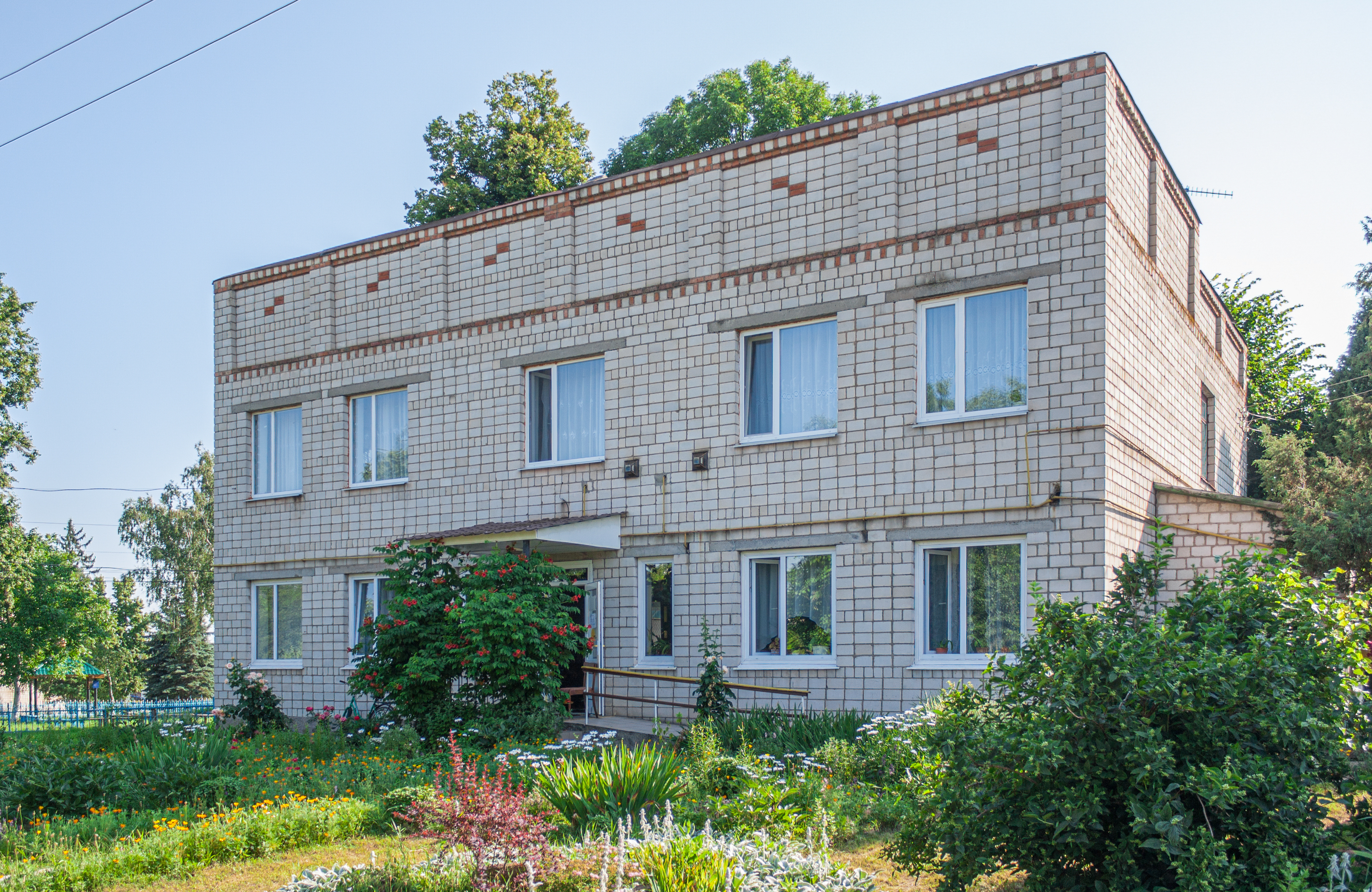
Сільрада і ФАП
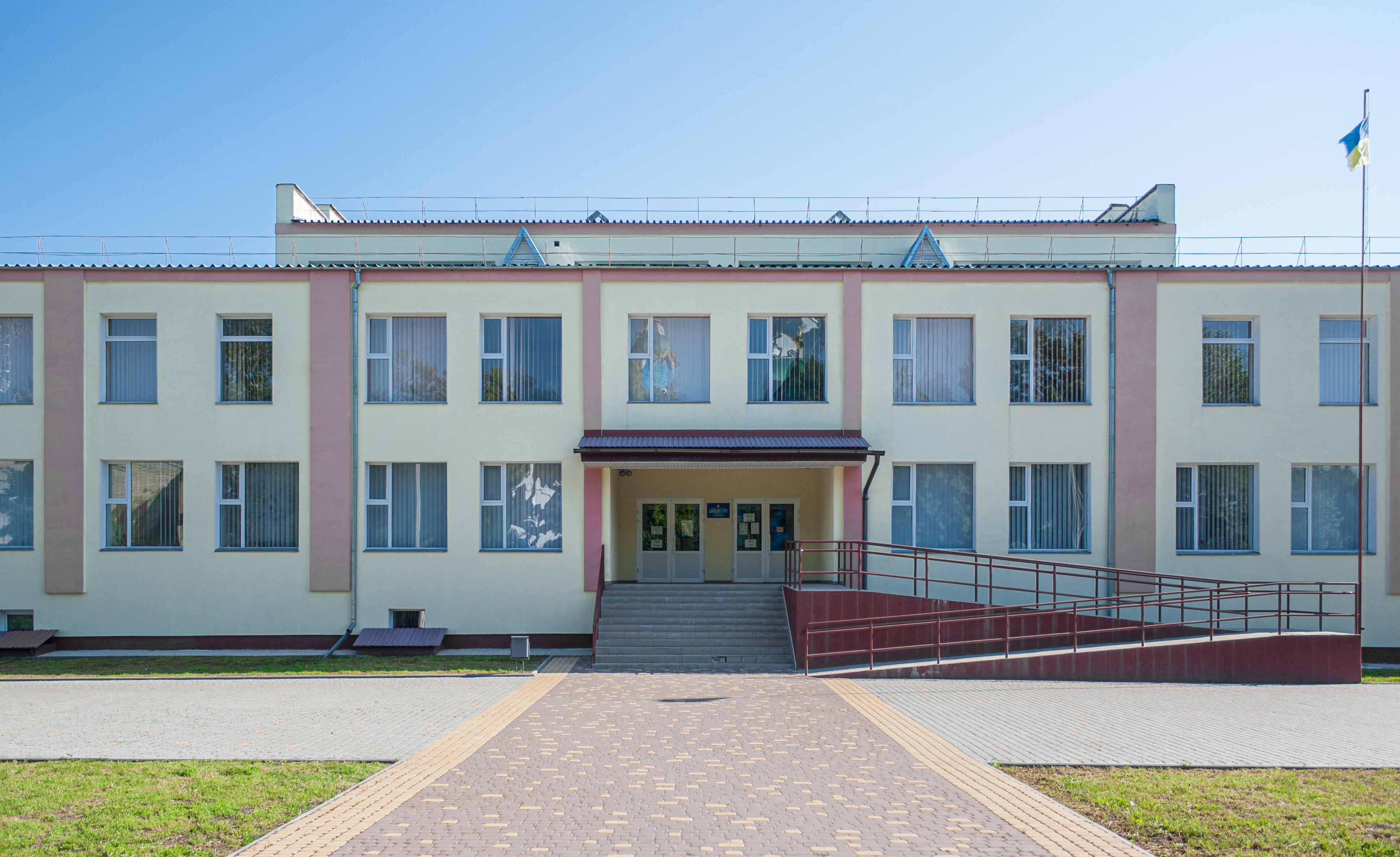
Школа
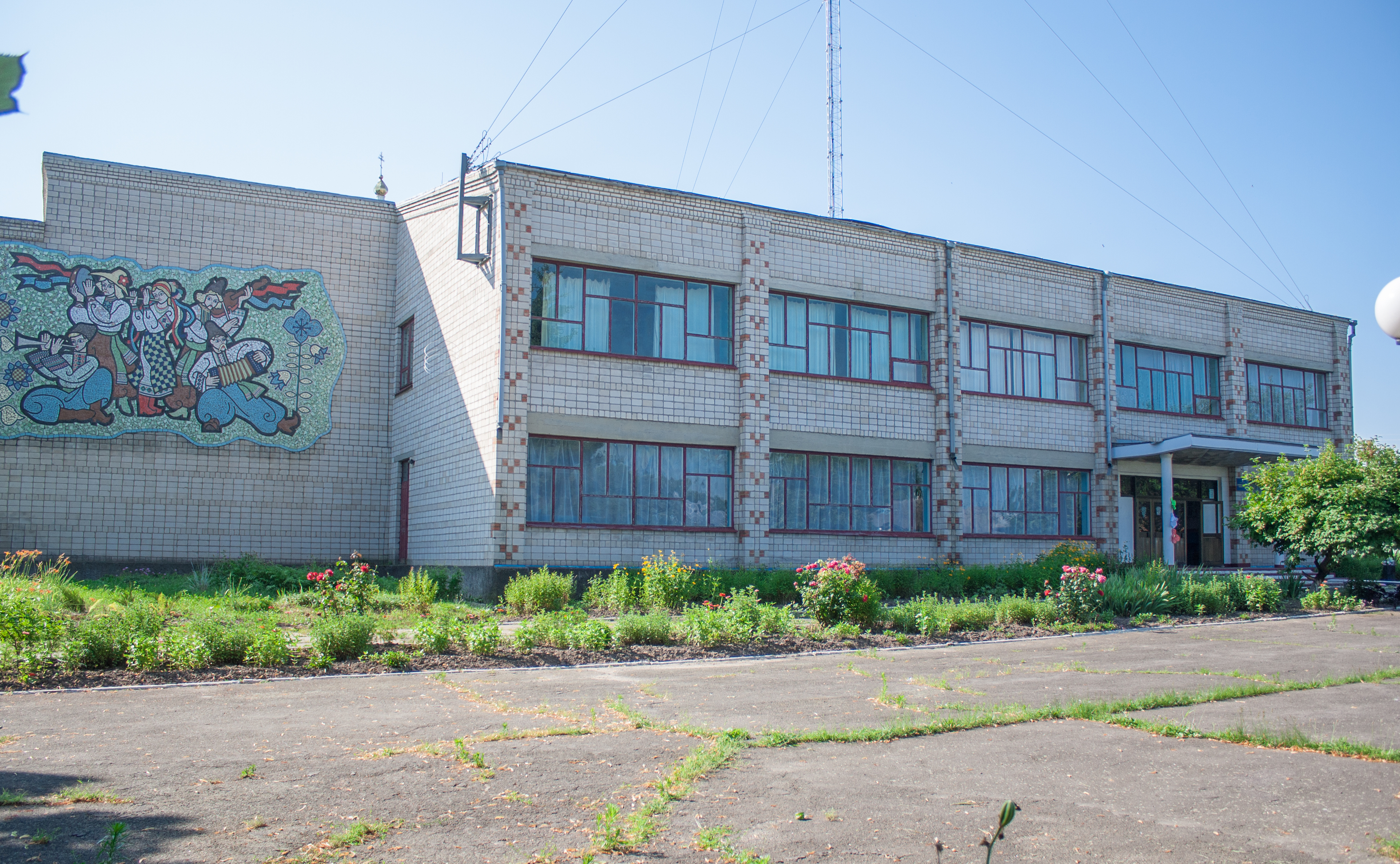
Будинок культури
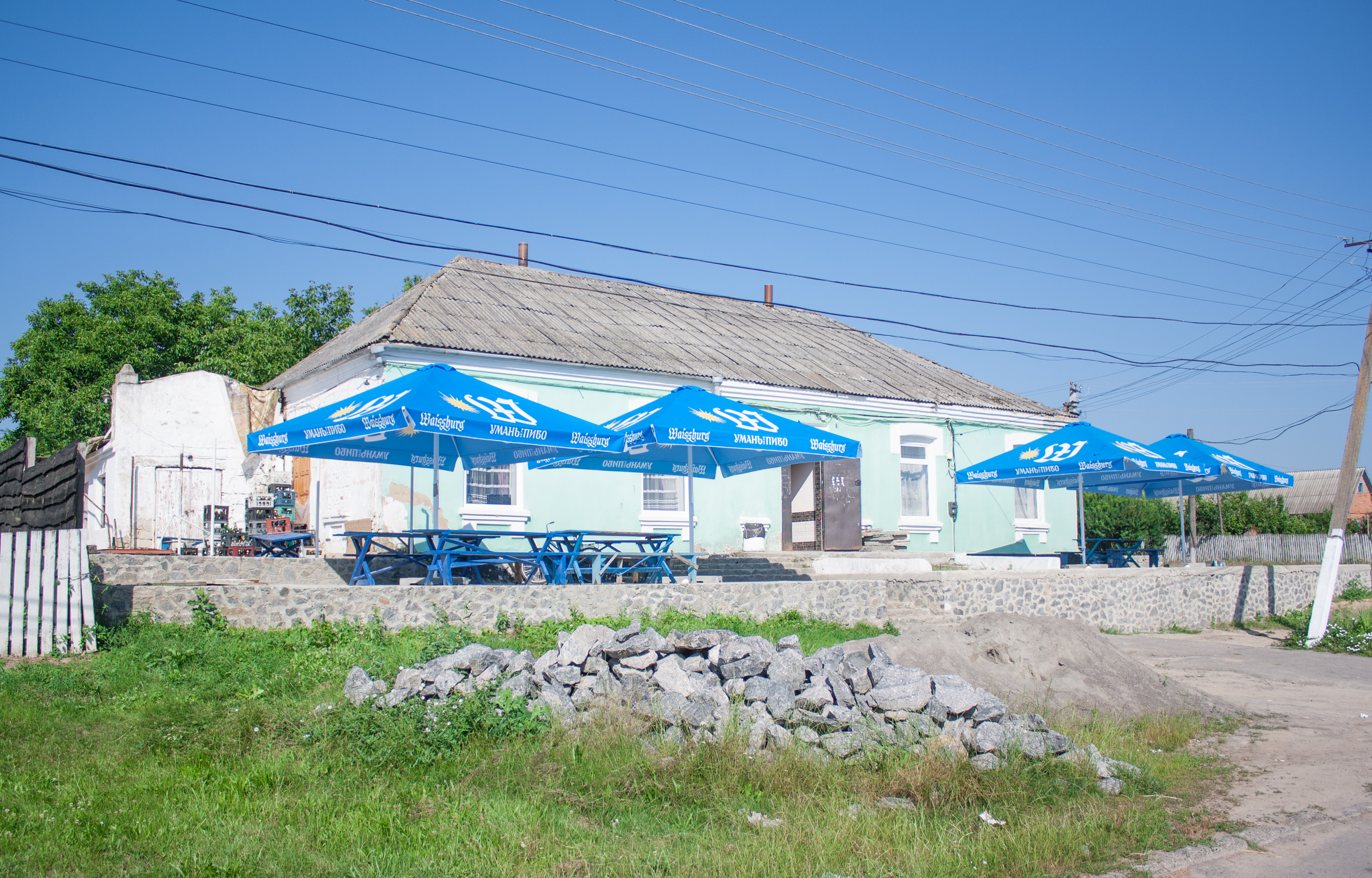
Магазин
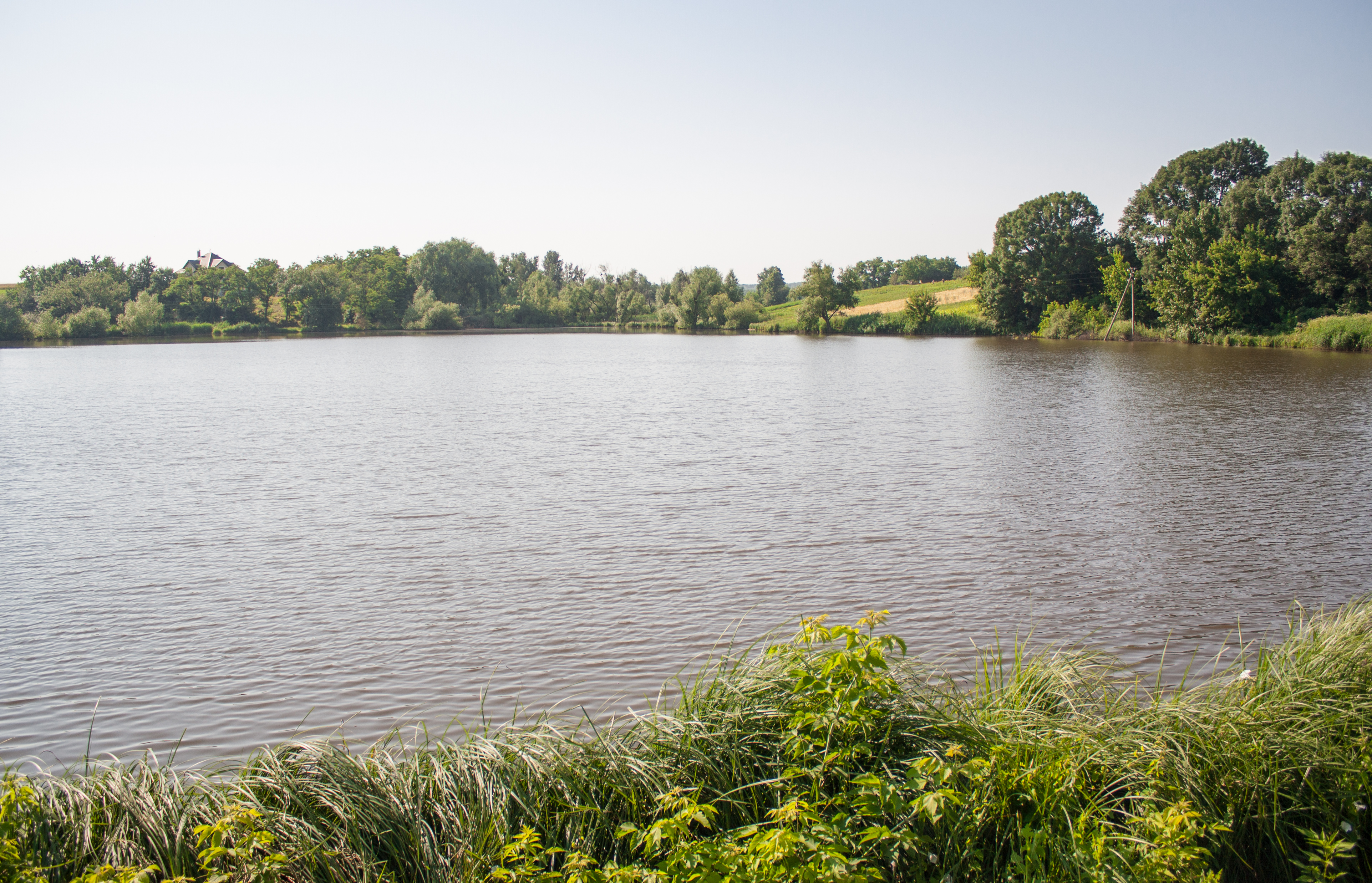
Ставок
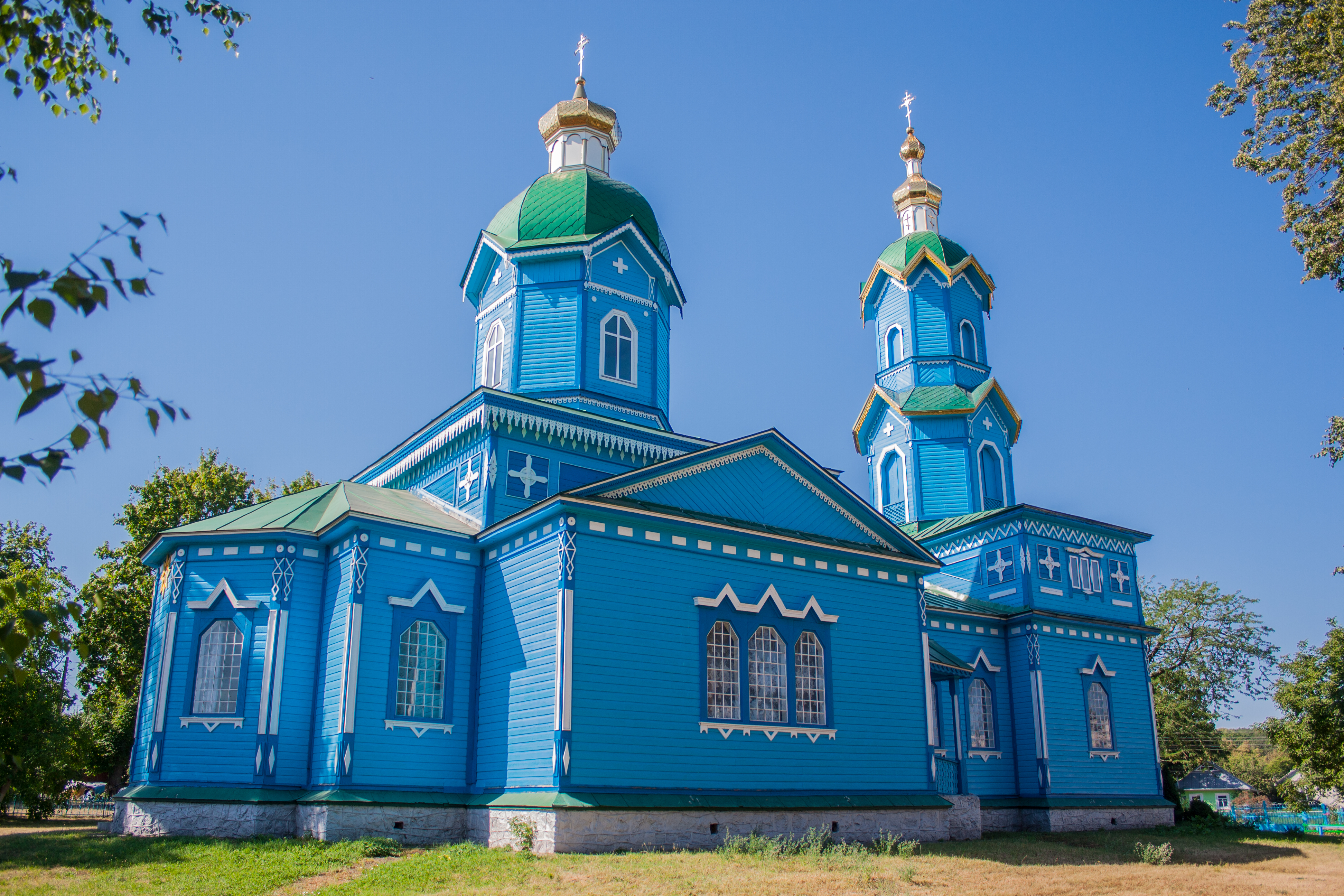
Покровська церква (XIX ст.)
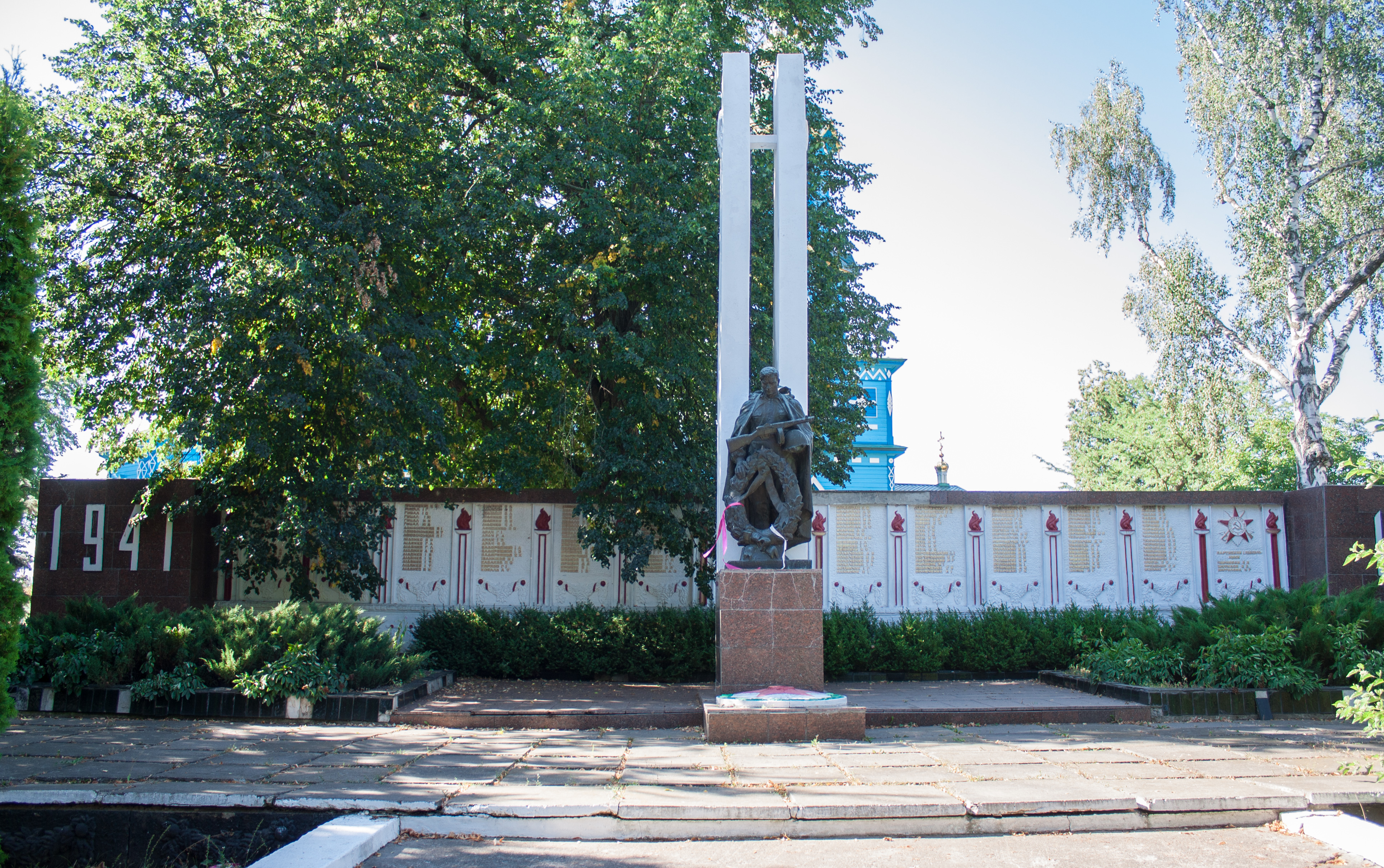
Братська могила радянських воїнів
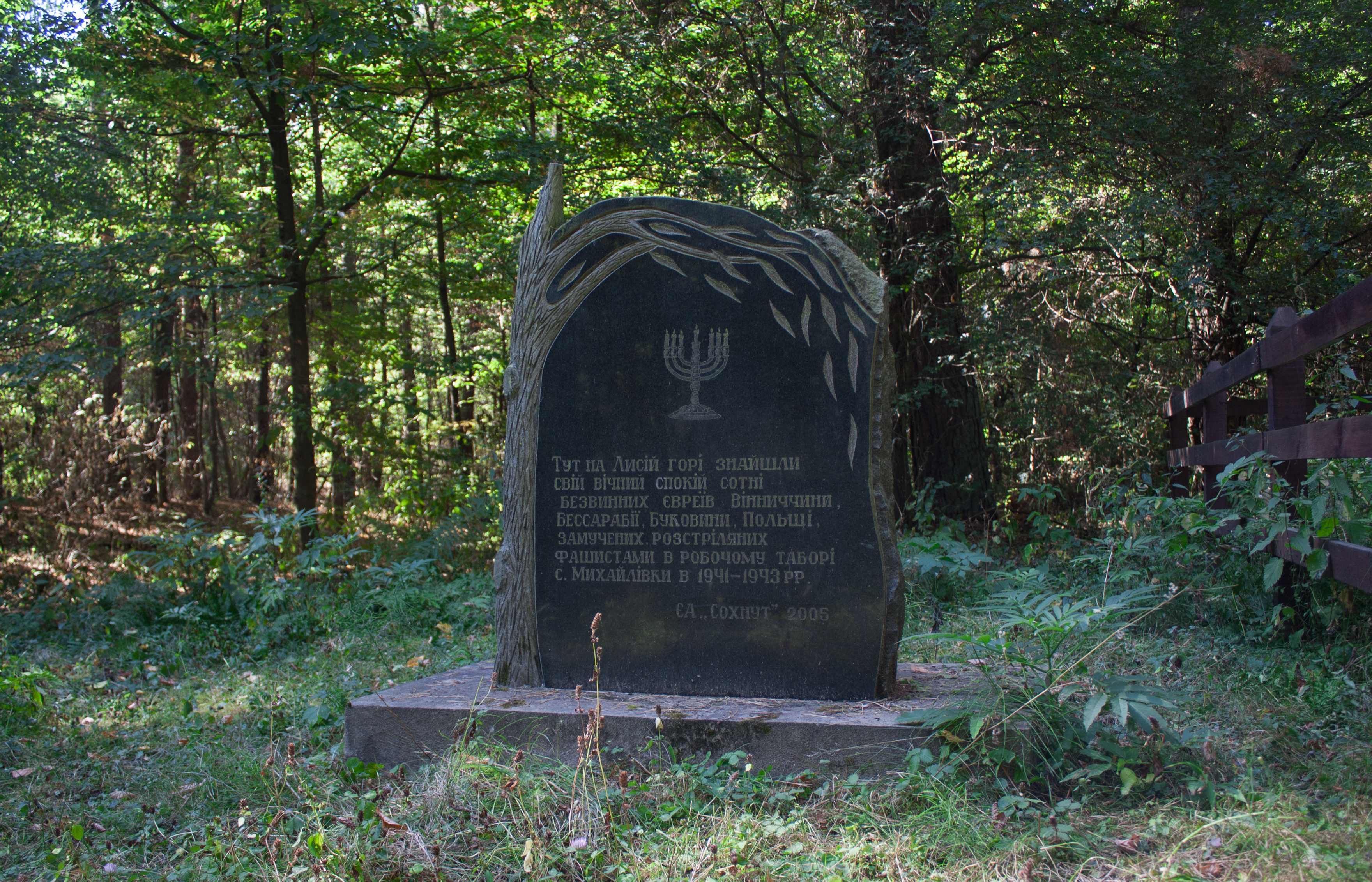
Пам'ятник жертвам Голокосту